# 4 tháng 5
Ngày 4 tháng 5 là ngày thứ 124 (125 trong năm nhuận) trong lịch Gregory. Còn 241 ngày trong năm.

## Sự kiện
- 1415 – Các nhà cải cách tôn giáo John Wycliffe và Jan Hus bị kết tội là kẻ dị giáo tại Công đồng Constance.
- 1869 – Rowland đǎng ký phát minh đầu tiên về giàn khoan cố định ngoài biển để khai thác dầu mỏ và khí đốt.
- 1471 – Wars of the Roses: Trận chiến Tewkesbury: Edward IV đánh bại Quân đội Lancastrian và giết chết Edward xứ Westminster, Hoàng tử xứ Wales.

```
*
1493
 
–
  
Giáo hoàng Alexander VI
 phân chia 
Tân thế giới
 giữa Tây Ban Nha và Bồ Đào Nha dọc theo 
Đường phân giới
.
```

- 1904 – Hoa Kỳ kế thừa việc xây dựng kênh đào Panama từ người Pháp, kênh đào này nối liền Thái Bình Dương với Đại Tây Dương.
- 1919 – Phong trào Ngũ Tứ: Học sinh Bắc Kinh tụ tập trước Thiên An Môn nhằm tuần hành kháng nghị Hòa ước Versailles và 21 điều của Nhật Bản.
- 1924 – Máy bay lên thẳng đầu tiên bay được 1 km, vòng bay khép kín, là máy bay của Oehmichell.
- 1959 – Lễ trao Giải Grammy được tổ chức lần đầu, đây là giải thưởng dành cho những thành tựu trong công nghiệp thu âm.
- 1979 – Margaret Thatcher nhậm chức thủ tướng Anh quốc- người phụ nữ đầu tiên nhận chức này.
- 1994 – Chủ tịch Tổ chức giải phóng Palestin PLO Arafat và thủ tướng Israel Rabin ký hiệp định về quyền tự trị của người Palestin tại Gaza và Jericho.
- 2013 – Phóng vệ tinh VNREDSat-1 của Việt Nam từ sân bay vũ trụ Kourou, Guyana, Pháp.

## Sinh
- 1008 – Vua Henry I của Pháp (m. 1060)
- 1654 - Thanh Thánh Tổ, hoàng đế Trung Quốc (m.1722)
- 1887 - Hedwig Kohn nhà vật lý học người Đức
- 1893 – Nguyễn Thị Trù, cụ bà cao tuổi nhất thế giới (m. 2016)
- 1929 – Audrey Hepburn, nữ diễn viên Hollywood (m. 1993)
- 1952 - Đường Quốc Cường - diễn viên Trung Quốc
- 1978 – Trần Kiện Phong, nam diễn viên Trung Quốc
- 1987 – Cesc Fàbregas, cầu thủ bóng đá Tây Ban Nha
- 1990 – Thuỳ Chi, nữ ca sĩ Việt Nam
- 2009 - Hoàng tử Henrik của Đan Mạch, hoàng tử của Đan Mạch

## Mất
- 2020 – Don Shula (s. 1930)

## Những ngày lễ và kỷ niệm
- Ngày Star Wars (kỷ niệm quốc tế)
- Ngày Mật khẩu thế giới